# نبرد جوکجین پو
نبرد جوکجین پو (انگلیسی: Battle of Jeokjinpo) در ۸ مه ۱۵۹۲ درگرفت. بعد از نبرد هاپ پو؛ اخبار آتی در مورد حضور ۱۳ کشتی ژاپنی دیگر مانع استراحت طولانی یی سون شین و ناوگان وی شد. دریاسالار یی مجدداً به ناوگان خود دستور داد تا ژاپنی‌ها را در مسیر جین هه تعقیب کنند.
نیروهای ژاپنی توسط کشتی‌های ژاپنی در جوکجین پو گرفتار شدند اما افسران و خدمهٔ ژاپنی کشتی‌های خود را رها کرده و قبل از اینکه کره ای بتوانند بر روی آنها آتش بریزند؛ به کوهستان فرار نمودند.
کره‌ای‌ها به آسانی ۱۳ کشتی جنگی رها شدهٔ ژاپنی را غرق نمودند.